# Francesco I di Guisa
Francesco I di Lorena, secondo duca di Guisa (1550), conte e poi duca d'Aumale e pari di Francia, marchese di Mayenne, barone e poi principe di Joinville, gran maestro di Francia (Bar-le-Duc, 24 febbraio 1519 – Orléans, 18 febbraio 1563), è stato un condottiero e politico francese.

## Biografia
Figlio primogenito maschio di Claudio I di Guisa (1496-1550) e di Antonia di Borbone-Vendôme (1493-1583), Francesco sposò il 29 aprile 1548 Anna d'Este, figlia di Ercole II d'Este, duca di Ferrara, duca di Modena e Reggio, e di Renata di Francia, figlia di Luigi XII.
Nel 1545 prese parte all'assedio di Boulogne contro gli inglesi nel corso della quale fu gravemente ferito, da cui il soprannome di "sfregiato". Comandante di grande audacia in guerra, fu nominato governatore di Metz da Enrico II e resistette vittoriosamente all'assedio della città portato da Carlo V, obbligandolo a levare l'assedio nel 1552. Lo sconfisse poi nella battaglia di Renty (1554). Fra il 1556 ed il 1557 fu a capo del corpo di spedizione francese in Italia che tentò invano di riprendere la città di Napoli agli spagnoli. Ritornato in Francia, fu nominato luogotenente generale del Regno e riprese Calais agli inglesi nel 1558.
Sotto il regno di Enrico II, il duca di Guisa formò con la sua famiglia un partito ostile ai Montmorency. La presa di Calais e le nozze della nipote Maria Stuarda con il delfino Francesco, avvenuto nel 1558, gli allontanarono momentaneamente il favore del re. Alla morte di Enrico II, il nuovo re Francesco II, gli affidò il governo. Francesco di Guisa ed il fratello, cardinale di Lorena, la vera testa politica della famiglia, divennero i capi del regno e la famiglia dei Guisa salì così all'apice della propria potenza.
Fervente difensore del Cattolicesimo, Francesco di Guisa fece reprimere nel sangue la congiura di Amboise, segretamente sostenuta da Luigi I di Borbone-Condé.
La morte del re Francesco II, avvenuta nel dicembre 1560, tolse alla famiglia dei Guisa la leva del potere in Francia. Oppostosi violentemente alla politica della reggente Caterina de' Medici, accomodante verso gli ugonotti (è del gennaio dell'anno 1562 l'editto di Saint-Germain-en-Laye con il quale veniva concessa, con certi limiti, la libertà di culto pubblico a questi ultimi), provocò il 1º marzo dello stesso anno la strage di Wassy, nella Champagne che causò a sua volta il ricorso alle armi dei protestanti e la ripresa delle guerre di religione in Francia.
Battuti gli ugonotti nell'ottobre dello stesso anno nella battaglia di Rouen e in dicembre nella battaglia di Dreux, tentò di riconquistare Orléans quando il 18 febbraio 1563 fu ucciso da un colpo di pistola sparatogli da Jean de Poltrot de Méré, un influente capo protestante.
Fu Gran ciambellano di Francia (1551-1562) e gran cacciatore di Francia.

## Discendenza
Francesco ed Anna d'Este ebbero sette figli:
- Enrico I, detto anch'egli "lo sfregiato" (1550 – 1588), duca di Guisa;
- Caterina Maria (1552 – 1596), andata sposa nel 1570 a Luigi di Borbone, duca di Montpensier;
- Carlo, duca di Mayenne;
- Luigi (1555 – 1588), cardinale di Guisa ed arcivescovo di Reims;
- Antonio (1557 – 1560);
- Francesco (1558 – 1573);
- Massimiliano (1562 – 1567).

## Ascendenza
|                              |                                  |                                    | Genitori                       |  |  | Nonni |  |  | Bisnonni                 |  |  | Trisnonni            |  |
|                              |                                  |                                    |                                |  |  |       |  |  | Federico II di Vaudémont |  |  | Antonio di Vaudémont |  |
|                              |                                  |                                    |                                |  |  |       |  |  | Federico II di Vaudémont |  |  | Antonio di Vaudémont |  |
|                              |                                  | Maria d'Harcourt                   |                                |  |  |       |  |  | Federico II di Vaudémont |  |  |                      |  |
| Renato II di Lorena          |                                  |                                    |                                |  |  |       |  |  | Federico II di Vaudémont |  |  |                      |  |
|                              |                                  | Iolanda d'Angiò                    | Renato d'Angiò                 |  |  |       |  |  |                          |  |  |                      |  |
|                              |                                  | Iolanda d'Angiò                    | Renato d'Angiò                 |  |  |       |  |  |                          |  |  |                      |  |
|                              |                                  | Iolanda d'Angiò                    | Isabella di Lorena             |  |  |       |  |  |                          |  |  |                      |  |
| Claudio I di Guisa           |                                  | Iolanda d'Angiò                    |                                |  |  |       |  |  |                          |  |  |                      |  |
|                              |                                  | Adolfo di Egmond                   | Arnoldo di Egmond              |  |  |       |  |  |                          |  |  |                      |  |
|                              |                                  | Adolfo di Egmond                   | Arnoldo di Egmond              |  |  |       |  |  |                          |  |  |                      |  |
|                              |                                  | Adolfo di Egmond                   | Caterina di Clèves             |  |  |       |  |  |                          |  |  |                      |  |
| Filippina di Gheldria        |                                  | Adolfo di Egmond                   |                                |  |  |       |  |  |                          |  |  |                      |  |
|                              |                                  | Caterina di Borbone                | Carlo I di Borbone             |  |  |       |  |  |                          |  |  |                      |  |
|                              |                                  | Caterina di Borbone                | Carlo I di Borbone             |  |  |       |  |  |                          |  |  |                      |  |
|                              |                                  | Caterina di Borbone                | Agnese di Borgogna             |  |  |       |  |  |                          |  |  |                      |  |
| Francesco I di Guisa         |                                  | Caterina di Borbone                |                                |  |  |       |  |  |                          |  |  |                      |  |
|                              | Giovanni VIII di Borbone-Vendôme | Luigi I di Borbone-Vendôme         |                                |  |  |       |  |  |                          |  |  |                      |  |
|                              | Giovanni VIII di Borbone-Vendôme | Luigi I di Borbone-Vendôme         |                                |  |  |       |  |  |                          |  |  |                      |  |
|                              | Giovanni VIII di Borbone-Vendôme | Giovanna di Monfort-Laval          |                                |  |  |       |  |  |                          |  |  |                      |  |
| Francesco di Borbone-Vendôme | Giovanni VIII di Borbone-Vendôme |                                    |                                |  |  |       |  |  |                          |  |  |                      |  |
|                              |                                  | Isabella di Beauvau                | Luigi di Beauvau               |  |  |       |  |  |                          |  |  |                      |  |
|                              |                                  | Isabella di Beauvau                | Luigi di Beauvau               |  |  |       |  |  |                          |  |  |                      |  |
|                              |                                  | Isabella di Beauvau                | Margherita di Chambeley        |  |  |       |  |  |                          |  |  |                      |  |
| Antonia di Borbone-Vendôme   |                                  | Isabella di Beauvau                |                                |  |  |       |  |  |                          |  |  |                      |  |
|                              |                                  | Pietro II di Lussemburgo-Saint-Pol | Luigi di Lussemburgo-Saint-Pol |  |  |       |  |  |                          |  |  |                      |  |
|                              |                                  | Pietro II di Lussemburgo-Saint-Pol | Luigi di Lussemburgo-Saint-Pol |  |  |       |  |  |                          |  |  |                      |  |
|                              |                                  | Pietro II di Lussemburgo-Saint-Pol | Giovanna di Marle              |  |  |       |  |  |                          |  |  |                      |  |
| Maria di Lussemburgo         |                                  | Pietro II di Lussemburgo-Saint-Pol |                                |  |  |       |  |  |                          |  |  |                      |  |
|                              |                                  | Margherita di Savoia               | Ludovico di Savoia             |  |  |       |  |  |                          |  |  |                      |  |
|                              |                                  | Margherita di Savoia               | Ludovico di Savoia             |  |  |       |  |  |                          |  |  |                      |  |
|                              |                                  | Margherita di Savoia               | Anna di Lusignano              |  |  |       |  |  |                          |  |  |                      |  |
|                              |                                  | Margherita di Savoia               |                                |  |  |       |  |  |                          |  |  |                      |  |

## Letteratura
Francesco I di Guisa compare come personaggio nell'ultimo capitolo della trilogia di Ken Follett "La Colonna di Fuoco", romanzo del 2017.